# شهرستان ماکو

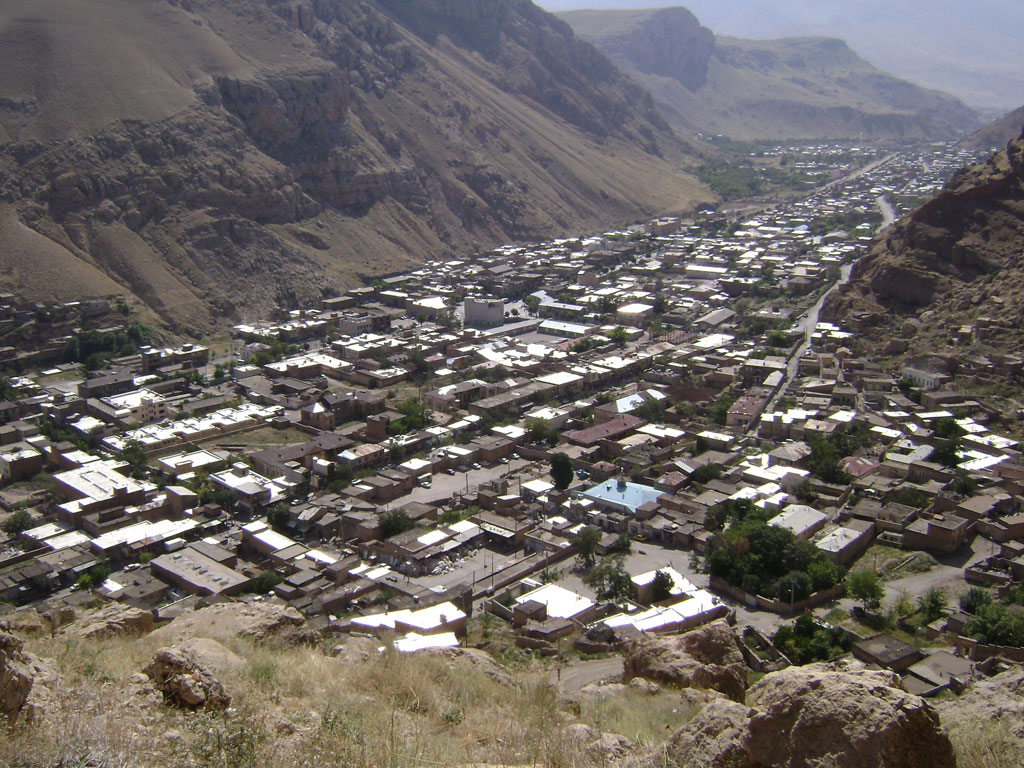
مرکز شهرستان (شهر ماکو)

شهرستان ماکو یکی از شهرستان‌های ایران در شمال غرب این کشور و در شمال استان آذربایجان غربی است. مرکز این شهرستان شهر ماکو است. این شهرستان از شمال با رودخانه قره‌سو و کشور ترکیه، از شرق با رودخانه ارس و جمهوری آذربایجان و شهرستان پلدشت و از مغرب با کشور ترکیه و شهرستان چالدران و از جنوب با شهرستان شوط همسایه است. شهرستان ماکو بخشی از منطقه آزاد ماکو به عنوان جوانترین منطقهٔ آزاد کشور از نظر جغرافیایی، وسیع‌ترین منطقه آزاد ایران و دومین منطقهٔ آزاد جهان پس از منطقهٔ آزاد شانگهای چین است.
این منطقه به دلیل برخورداری از تمدن کهن، جاذبه‌های تاریخی فراوان، زیبایی‌های طبیعی به همراه پوشش گیاهی، رودها، چشمه‌ها، غارها، آبشارها، آب و هوای مناسب، صنایع دستی و دست بافته‌های عشایر یکی از قطب‌های گردشگری شمال‌غرب کشور محسوب می‌شود.

## مردم
بیشتر مردم ماکو مسلمان بوده و پیرو مذاهب اهل تشیع و اهل تسنن هستند.
مردم ماکو به دو زبان ترکی آذربایجانی و کردی کرمانجی صحبت می‌کنند.
طبق آمار آخرین سرشماری عمومی نفوس و مسکن شهرستان ماکو در سال ۱۳۷۵ تعداد ۲۰۲۹۳۹ نفر جمعیت داشته که ۱۳/۸ درصد از جمعیت کل استان را شامل می‌شود، از این تعداد جمعیت ۷۱۵۸۶ نفر شهری (۲۷/۳۵ درصد) و ۱۳۱۳۵۳ نفر روستایی (۷۳/۶۴) درصد می‌باشد.

## تقسیمات کشوری
- بخش مرکزی شهرستان ماکو
  - دهستان قلعه‌دره‌سی
  - دهستان قره‌سو
  - دهستان چایپاسار جنوبی

شهر: ماکو
- بخش بازرگان
  - دهستان چایپاسار شمالی
  - دهستان ساری‌سو

شهر: بازرگان

## جغرافیا
شهر ماکو در میان دو کوه قه یه در شمال و سبد داغی قرار دارد. رودخانه زنگمار از کوه‌های مرزی ایران و ترکیه سرچشمه گرفته، از درون شهر ماکو گذشته و در شهرستان پلدشت به رودخانه ارس می‌پیوندد. سد مخزنی ماکو (بارون) در ۱۲ کیلومتری جنوب شهرستان ماکو بر روی رودخانه زنگمار در نزدیکی روستای بارون احداث شده است. این سد حدود ۱۵ هزار هکتار از زمین‌های حاصلخیز پلدشت را آبیاری می‌کند.

## آثار باستانی
1. برج و بارو و کتیبه در ساری قه یه و صخره ماکو
2. خرابه‌های تعدادی کلیساهای ارمنی در دهات مختلف
3. آثار تاریخی شهر دامبات
4. خرابه‌های قدیمی گزلو در دره مخند
5. دالان‌ها و غارهای زیر زمینی در اطراف آرارات
6. پل بئش گؤز در نزدیک ماکو
7. خرابه‌های سه گوش در دره قزلداغ
8. اتاق سنگی در ده دلیک داش
9. کلیسای زور زور در ده بارون
10. دیری متعلق به فرقه دمنیکن در پای کوه قه یه
11. اتاق سنگی در ده سنگر
12. کلیسای مریم ننه در شمال ماکو
13. بنای باشکوه کلاه فرنگی در بیمارستان ماکو
14. کاخ باغجه جوق در ۶ کیلومتری ماکو
15. روستای زیبای باغچه جوق و یعقوبعلی کندی
16. تپه باستانی کشمش تپه که در روستای کشمش تپه واقع در جاده ماکو بازرگان